# Satisfaction (canción de Benny Benassi)
«Satisfaction» es una canción realizada por el DJ y productor italiano Benny Benassi, con la colaboración de los cantantes, Paul French y Violet, lanzado bajo el proyecto musical Benny Benassi presents The Biz. Fue lanzado en 2002, como el primer sencillo de su primer álbum de estudio, Hypnotica. Esta canción, está considerada como la más exitosa y reconocida de la trayectoria de Benassi, llegando a alcanzar la segunda posición en el Reino Unido.  Se considera que "Satisfaction" fue la canción precursora del electro house que ayudó a popularizar el género a un nivel más comercial. Mediante el uso de MacinTalk, la voz de la canción consta de dos sintetizadores de voz, uno masculino y otro femenino, que dicen repetidamente el único y explícito verso del tema: "Push me and then just touch me till I can get my satisfaction" (traducido al español: Empújame y luego tócame hasta que obtenga mi satisfacción)

## Video musical
Existen dos versiones oficiales del video musical de la canción. La primera versión fue dirigida por Mauro Vecchi, en colaboración de la productora Kalimera. Muestra a los integrantes de la banda con una postura casi estática. Aparecen Benny Benassi, (en la parte superior izquierda), acompañado por su primo Alle Benassi (arriba a la derecha del vídeo), Paul French (abajo a la izquierda) y Violet (inferior derecha), moviéndose lentamente en un estudio con un fondo de color ocre. En el videoclip, aparecen varios gráficos y efectos visuales sobre la imagen de la banda, producidos por Kalimera. 
La segunda versión fue dirigida por Dougal Wilson, con la colaboración de la productora Colonel Blimp. Como si se tratara de un anuncio comercial de tales artículos, muestra a varias atractivas mujeres en diminutos trajes de trabajo utilizando diversas herramientas eléctricas para la construcción de obra de manera insinuante. Esta versión quedó relegada al horario nocturno. Las mujeres que aparecen en el video, son las modelos británicas Jerri Byrne, Thekla Roth, Natasha Mealey, Rachel Hallett y Lena Frank modelo de Page 3 convertida en estrella porno y chica de compañía, y la estadounidense conejita de Playboy Suzanne Stokes.

## Versiones
- En 2004, la banda danesa WhoMadeWho, realizó una versión electro rock, incluida en el EP, Two Covers for Your Party[9] y posteriormente en su álbum debut a modo de bonus track.[10]
- El rapero estadounidense Ludacris, uso el sample en su versión titulada "Ultimate Satisfaction", incluida en su álbum Release Therapy, lanzado en 2006.
- En 2008, el rapero cubano-estadounidense DJ Laz, utilizó el beat de "Satisfaction" en su sencillo "Move Shake Drop".
- En 2009, el rapero estadounidense Flo Rida también utilizó elementos de Satisfaction, en su canción "Touch Me", incluida en su álbum R.O.O.T.S.
- En 2010, el dúo sueco Dada Life realizó una versión titulada "Just Bleep Me (Satisfaction)".[11]

## Lista de canciones
| Italia — Descarga digital |                                                  |          |  |
| N.º                       | Título                                           | Duración |  |
| 1.                        | «Satisfaction» (Isak Original Edit)              | 4:07     |  |
| 2.                        | «Satisfaction» (Isak Original Extended)          | 6:39     |  |
| 3.                        | «Satisfaction» (Greece Dub)                      | 6:40     |  |
| 4.                        | «Satisfaction» (B-Deep Remix)                    | 6:28     |  |
| 5.                        | «Satisfaction» (Voltaxx Radio Remix)             | 3:41     |  |
| 6.                        | «Satisfaction» (Voltaxx Original Extended Remix) | 5:40     |  |
| 7.                        | «Satisfaction» (Poxymusic No School Remix)       | 7:15     |  |
| 8.                        | «Satisfaction» (Robbie Rivera Remix)             | 7:51     |  |
| 9.                        | «Satisfaction» (Steve Murano Remix)              | 8:26     |  |
| 10.                       | «Satisfaction» (Radio Slave Remix)               | 9:07     |  |
| 11.                       | «Satisfaction» (DJ I.C.O.N Remix)                | 5:31     |  |
| 12.                       | «Satisfaction» (Skazi's Metal Mix)               | 7:06     |  |
| 13.                       | «Satisfaction» (Skazi's Fire & Ice Remix)        | 7:04     |  |
| 14.                       | «Satisfaction» (DJ Ruthless & Vorwerk Radio Mix) | 2:42     |  |
| 15.                       | «Satisfaction» (DJ Ruthless & Vorwerk Mix)       | 6:06     |  |
| 16.                       | «Satisfaction» (3 Monkeys On K's Moon Remix)     | 7:17     |  |
| 17.                       | «Satisfaction» (Mokkas Radio Mix)                | 3:47     |  |

| España — 12" (Remixes 2006) |                                          |          |  |
| N.º                         | Título                                   | Duración |  |
| 1.                          | «Satisfaction» (Albert Tapia 2006 Remix) | 7:02     |  |

| Países Bajos — Descarga digital – Satisfaction 2010 (Dutch Remixes) |                                                                            |          |  |
| N.º                                                                 | Título                                                                     | Duración |  |
| 1.                                                                  | «Satisfaction» (Sub Assassins 2010 Remix by Ryan Gatesman & Robert Armani) | 8:24     |  |
| 2.                                                                  | «Satisfaction» (Setrise Remix)                                             | 6:19     |  |
| 3.                                                                  | «Satisfaction» (La Fuente Remix)                                           | 6:28     |  |
| 4.                                                                  | «Satisfaction» (Funk D Remix)                                              | 5:15     |  |

| Países Bajos — Descarga digital – Satisfaction 2010 (Dutch Remixes - Part 2) |                                                          |          |  |
| N.º                                                                          | Título                                                   | Duración |  |
| 1.                                                                           | «Satisfaction» (Dimitri Vegas & Like Mike Remix)         | 6:39     |  |
| 2.                                                                           | «Satisfaction» (Robert Armani & Paul Anthony, ZXX Remix) | 7:00     |  |
| 3.                                                                           | «Satisfaction» (CJ Stone & Re-Fuge Remix)                | 7:45     |  |
| 4.                                                                           | «Satisfaction» (Afrojack Remix)                          | 4:28     |  |
| 5.                                                                           | «Satisfaction» (Elektrokid & Dave Lambert Remix)         | 6:27     |  |
| 6.                                                                           | «Satisfaction» (Artistic Raw 2010 Bootleg Mix)           | 5:30     |  |

| Descarga digital (Remixes 2013) |                                                  |          |  |
| N.º                             | Título                                           | Duración |  |
| 1.                              | «Satisfaction» (RL Grime Remix)                  | 4:19     |  |
| 2.                              | «Satisfaction» (Dimitri Vegas & Like Mike Remix) | 6:39     |  |
| 3.                              | «Satisfaction» (Dada Life Remix)                 | 5:54     |  |
| 4.                              | «Satisfaction» (ATFC Dub Mix)                    | 6:25     |  |
| 5.                              | «Satisfaction» (ATFC Alternative Main Mix)       | 7:10     |  |

## Posicionamiento en listas y certificaciones
| Lista (2002-04)                 | Mejor posición |
| ------------------------------- | -------------- |
| Alemania (Media Control AG)     | 38             |
| Australia (ARIA)                | 10             |
| Bélgica (Flandes) (Ultratop 50) | 14             |
| Bélgica (Valonia) (Ultratop 50) | 4              |
| Dinamarca (Tracklisten)         | 17             |
| España (Top 100 Canciones)      | 18             |
| Francia (SNEP)                  | 4              |
| Irlanda (IRMA)                  | 11             |
| Países Bajos (Dutch Top 40)     | 16             |
| Reino Unido (UK Singles Chart)  | 2              |
| Suiza (Schweizer Hitparade)     | 44             |

| País         | Lista de fin de año (2002-03)   | Posición |
| ------------ | ------------------------------- | -------- |
| Australia    | Australian Singles Chart        | 81       |
| Bélgica      | Belgian Singles Chart (Flandes) | 43       |
| Bélgica      | Belgian Singles Chart (Valonia) | 20       |
| Francia      | French Singles Chart            | 14       |
| Países Bajos | Dutch Top 40                    | 83       |
| Reino Unido  | The Official Charts Company     | 46       |

| País           | Organismo certificador | Certificación  | Ventas  |
| -------------- | ---------------------- | -------------- | ------- |
| Australia      | ARIA                   | Disco de Oro   | 35 000  |
| Bélgica        | IFPI (Bélgica)         | Disco de Oro   | 20 000  |
| Estados Unidos | RIAA                   | Disco de Oro   | 500 000 |
| Francia        | SNEP                   | Disco de Oro   | 338 000 |
| Reino Unido    | BPI                    | Disco de Plata | 200 000 |